# Acrotaphus tibialis
Acrotaphus tibialis är en stekelart som först beskrevs av Cameron 1886.  Acrotaphus tibialis ingår i släktet Acrotaphus och familjen brokparasitsteklar. Inga underarter finns listade i Catalogue of Life.